# Vestalis lugens
Vestalis lugens är en trollsländeart som beskrevs av Albarda in Selys 1879. Vestalis lugens ingår i släktet Vestalis och familjen jungfrusländor. Inga underarter finns listade i Catalogue of Life.